# Альм, Нико
Ни́ко Альм (нем. Niko Alm; род. 30 августа 1975, Вена) — австрийский предприниматель и политик. Организатор референдума «Инициатива против привилегий церкви» и основатель Фонда Джордано Бруно, с мая 2011 года — председатель Центрального совета свободных от конфессий. С октября 2013 года — депутат Национального совета Австрии от партии «NEOS». Получил известность после того, как сфотографировался на водительское удостоверение с дуршлагом на голове, обосновывая необходимость этого тем, что он пастафарианец, и его религия требует от него ношение такого «головного убора». Таким образом он противостоял разрешению Австрийского правительства на фотографии в правах в головных уборах «по религиозным причинам».

## Биография
Журналист по образованию, в 2001 году Альм основал группу компаний «Sufer-Fi», также заняв в ней пост исполнительного директора. В 2005 году стал ответственным редактором журнала The Gap, а в 2007 году — ответственным редактором австрийского издания журнала Vice.
В австрийских СМИ Альм прославился как атеист и критик религий. Он выступает за отделение церкви от государства, поддерживая таким образом секуляризацию. По его мнению, результатом такого отделения станет исчезновение всех церковных привилегий и пересмотр всех договоров с Ватиканом. В 2009 году Альм намеревался снабдить венские автобусы рекламой со слоганом «Бога нет» (нем. Es gibt kein Gott), но в транспортном управлении города ему в проведении акции было отказано, так как управление не собиралось использовать транспорт для политической или религиозной пропаганды.
В 2010 году с лозунгом «Свобода вероисповедания? Дайте нам решить самим!» (нем. Religionsfreiheit? Lasst uns selbst entscheiden!) выступил за запрет религиозного воспитания школьников до достижения ими возраста религиозной зрелости (14 лет), когда индивидуум может самостоятельно выбирать свою религиозную принадлежность. Акция проходила на немецком и турецком языках. В мае 2011 года занял место физика и астронома Хайнца Оберхуммера на посту председателя Центрального совета свободных от конфессий.
В апреле 2013 года Альм организовал референдум, получивший название «Инициатива против привилегий церкви». Ему удалось собрать 56660 подписей, что составило всего 0,89% избирателей и сделало референдум наименее успешным за историю Второй австрийской республики.
В июле 2014 года Нико Альм приезжал в Россию, посетил Москву и Санкт-Петербург, где встретился с пастафарианцами в честь годовщины основания «РПЦ МП» («Русской Пастафарианской Церкви Макаронного Пастриархата»).